# アンカラ音楽院
アンカラ音楽院（Ankara Devlet Konservatuvarı）は、トルコ共和国で最初に設立された音楽大学。1936年にムスタファ・ケマル・アタテュルクの指導のもと創設された。